# Fraus
Fraus es la personificación del ‘engaño, fraude, perfidia o astucia’ en la mitología romana. Fraus era hija de Noche y Érebo.   Equivale en la mitología griega a la diosa Ápate. Se dice que sirve a Mercurio pues este es el dios de los ladrones. Etimológicamente, su nombre ha derivado en español en la palabra fraude.